# Данн, Джек (фигурист)
Джек Данн (англ. John "Jack" Edward Powell Dunn; 28 марта 1917 — 16 июля 1938) — фигурист из Великобритании, серебряный призёр чемпионата мира 1935 года в мужском одиночном катании. Принимал участие в зимних Олимпийских играх в 1936 году.

## Биография
Дан был близким другом Сони Хени, которая тренировалась в Лондоне до окончания соревновательной карьеры. Он сопровождал семью Хени в США, став её партнёром в ледовом шоу. В 1938 году Дан умер в Голливуде от туляремии, которой заразился при поездке на охоту в Техас.

## Спортивные достижения

### Мужчины
| Соревнования/Сезоны | 1934 | 1935 | 1936 |
| ------------------- | ---- | ---- | ---- |
| Зимние Олимпиады    |      |      | 6    |
| Чемпионаты мира     |      | 2    | 4    |
| Чемпионаты Европы   | 6    | 4    |      |